# Finlandia na Zimowych Igrzyskach Olimpijskich Młodzieży 2012
Finlandię na Zimowych Igrzyskach Olimpijskich Młodzieży 2012, które odbywały się w Innsbrucku reprezentowało 42 zawodników.

## Skład kadry

### Biathlon

#### Chłopcy
| Zawodnik        | Konkurencja    | Finał   | Finał      | Finał |
| Zawodnik        | Konkurencja    | Czas    | Strzelanie | Poz.  |
| --------------- | -------------- | ------- | ---------- | ----- |
| Heikki Laitinen | Sprint         | 22:14.3 | 2          | 27    |
| Heikki Laitinen | Bieg pościgowy | 33:30.0 | 4          | 28    |
| Antti Repo      | Sprint         | 22:30.0 | 5          | 36    |
| Antti Repo      | Bieg pościgowy | 33:51.0 | 6          | 30    |

#### Dziewczęta
| Zawodnik     | Konkurencja    | Finał   | Finał      | Finał |
| Zawodnik     | Konkurencja    | Czas    | Strzelanie | Poz.  |
| ------------ | -------------- | ------- | ---------- | ----- |
| Jenny Ingman | Sprint         | 20:24.6 | 3          | 30    |
| Jenny Ingman | Bieg pościgowy | 33:42.2 | 5          | 24    |
| Erika Jänkä  | Sprint         | 20:28.8 | 1          | 31    |
| Erika Jänkä  | Bieg pościgowy | 35.11.0 | 8          | 36    |

#### Składy mieszane
| Zawodnik                                            | Konkurencja       | Finał     | Finał      | Finał |
| Zawodnik                                            | Konkurencja       | Czas      | Strzelanie | Poz.  |
| --------------------------------------------------- | ----------------- | --------- | ---------- | ----- |
| Jenny Ingman Erika Jänkä Heikki Laitinen Antti Repo | Sztafeta mieszana | 1:20:54.2 | 4+19       | 16    |

### Biegi narciarskie

#### Chłopcy
| Zawodnik         | Konkurencja   | Finał   | Finał |
| Zawodnik         | Konkurencja   | Czas    | Poz.  |
| ---------------- | ------------- | ------- | ----- |
| Joona Joensuu    | Bieg na 10 km | 32:24.3 | 25    |
| Joonas Sarkkinen | Bieg na 10 km | 30:21.7 | 5     |

#### Dziewczęta
| Athlete         | Event        | Final   | Final |
| Athlete         | Event        | Time    | Rank  |
| --------------- | ------------ | ------- | ----- |
| Katri Lylynperä | Bieg na 5 km | 16:18.9 | 14    |
| Leena Nurmi     | Bieg na 5 km | 16:34.6 | 18    |

#### Sprint
| Zawodnik         | Konkurencja | Kwalifikacje | Kwalifikacje | Ćwierćfinał | Ćwierćfinał | Półfinał               | Półfinał               | Finał                   | Finał                   |
| Zawodnik         | Konkurencja | Wynik        | Poz.         | Wynik       | Poz.        | Wynik                  | Poz.                   | Wynik                   | Poz.                    |
| ---------------- | ----------- | ------------ | ------------ | ----------- | ----------- | ---------------------- | ---------------------- | ----------------------- | ----------------------- |
| Joona Joensuu    | Sprint      | 1:46.44      | 10 Q         | 1:49.4      | 4           | Nie zakwalifikował się | Nie zakwalifikował się | Nie zakwalifikował się  | Nie zakwalifikował się  |
| Joonas Sarkkinen | Sprint      | 1:47.75      | 19 Q         | 1:51.6      | 4           | Nie zakwalifikował się | Nie zakwalifikował się |                         |                         |
| Katri Lylynperä  | Sprint      | 2:01.21      | 10 Q         | 1:59.4      | 2 Q         | 1:57.8                 | 2 Q                    | 1:58.9                  | 5                       |
| Leena Nurmi      | Sprint      | 2:01.57      | 12 Q         | 2:00.7      | 4 Q         | 2:03.3                 | 5                      | Nie zakwalifikowała się | Nie zakwalifikowała się |

#### Składy mieszane
| Zawodnik                                                 | Konkurencja                    | Finał     | Finał      | Finał |
| Zawodnik                                                 | Konkurencja                    | Czas      | Strzelanie | Poz.  |
| -------------------------------------------------------- | ------------------------------ | --------- | ---------- | ----- |
| Jenny Ingman Katri Lylynperä Antti Repo Joonas Sarkkinen | Sztafeta mieszana z biathlonem | 1:12:28.6 | 5+10       | 19    |

### Kombinacja norweska

#### Chłopcy
| Zawodnik     | Konkurencja   | Skok   | Skok    | Bieg   | Bieg       | Razem   | Razem   |
| Zawodnik     | Konkurencja   | Punkty | Pozycja | Strata | Czas biegu | Czas    | Miejsce |
| ------------ | ------------- | ------ | ------- | ------ | ---------- | ------- | ------- |
| Ilkka Herola | Indywidualnie | 130.2  | 4       | 0:29   | 26:05.2    | 26:34.2 |         |

### Hokej na lodzie
- Drużyna chłopców zajęła 1. miejsce

Skład:
- Markus Haapanen
- Jaakko Hälli
- Manu Honkanen
- Waltteri Hopponen
- Kaapo Kähkönen
- Juuso Kannel
- Kasperi Kapanen
- Antti Kauppinen
- Joel Kiviranta
- Alex Levanen
- Otto Nieminen
- Miikka Pitkänen
- Jere Rouhiainen
- Eetu Sopanen
- Otto Tolvanen
- Joni Tuulola
- Jonne Yliniemi

### Łyżwiarstwo figurowe

#### Chłopcy
| Zawodnik     | Konkurencja | Short program/Original dance | Short program/Original dance | Free skating/Free dance | Free skating/Free dance | Suma pkt. | Suma pkt. |
| Zawodnik     | Konkurencja | Punkty                       | Poz.                         | Punkty                  | Poz.                    | Punkty    | Poz.      |
| ------------ | ----------- | ---------------------------- | ---------------------------- | ----------------------- | ----------------------- | --------- | --------- |
| Tino Olenius | Soliści     | 46.03                        | 8                            | 81.09                   | 12                      | 127.12    | 11        |

#### Dziewczęta
| Zawodnik          | Konkurencja | Short program/Original dance | Short program/Original dance | Free skating/Free dance | Free skating/Free dance | Suma pkt. | Suma pkt. |
| Zawodnik          | Konkurencja | Punkty                       | Poz.                         | Punkty                  | Poz.                    | Punkty    | Poz.      |
| ----------------- | ----------- | ---------------------------- | ---------------------------- | ----------------------- | ----------------------- | --------- | --------- |
| Eveliina Viljanen | Solistki    | 29.73                        | 16                           | 71.37                   | 10                      | 101.10    | 12        |

#### Zawody mieszane
| Zawodnik                                                                  | Konkurencja     | Chłopcy | Chłopcy | Chłopcy | Dziewczęta | Dziewczęta | Dziewczęta | Ice Dance | Ice Dance | Ice Dance | Suma pkt. | Suma pkt. |
| Zawodnik                                                                  | Konkurencja     | Wynik   | Poz     | Pkt.    | Wynik      | Poz        | Pkt.       | Wynik     | Poz       | Pkt.      | PKT.      | POZ       |
| ------------------------------------------------------------------------- | --------------- | ------- | ------- | ------- | ---------- | ---------- | ---------- | --------- | --------- | --------- | --------- | --------- |
| Team 2 Jarosław Paniot Eveliina Viljanen Maria Simonova/Dmitri Dragun     | Zawody mieszane | 85.06   | 5       | 4       | 76.27      | 3          | 6          | 76.02     | 3         | 6         | 16        |           |
| Team 5 Tino Olenius Myrtel Saldeen Olofsson Anna Yanovskaya/Sergey Mozgov | Zawody mieszane | 82.50   | 6       | 3       | 64.16      | 7          | 2          | 84.55     | 1         | 8         | 13        | 6         |

### Łyżwiarstwo szybkie

#### Chłopcy
| Zawodnicy       | Konkurencje | Wyścig 1 | Wyścig 2 | Razem   | Miejsce |
| --------------- | ----------- | -------- | -------- | ------- | ------- |
| Lasse Ahonen    | 500 m       | 42.59    | 42.16    | 84.75   | 15      |
| Tuomas Rahnasto | 500 m       | 41.59    | 41.21    | 82.80   | 12      |
| Tuomas Rahnasto | 3000 m      |          |          | 4:44.44 | 15      |
| Tuomas Rahnasto | Bieg masowy |          |          | LAP     | LAP     |

### Narciarstwo alpejskie

#### Chłopcy
| Zawodnik      | Konkurencja     | Finał   | Finał   | Finał       | Finał |
| Zawodnik      | Konkurencja     | Bieg 1  | Bieg 2  | Łączny czas | Poz.  |
| ------------- | --------------- | ------- | ------- | ----------- | ----- |
| Juho Sattanen | Slalom          | 41.75   | 41.38   | 1:23.13     | 12    |
| Juho Sattanen | Slalom gigant   | 59.12   | 1:01.98 | 2:01.10     | 25    |
| Juho Sattanen | Supergigant     |         |         | 1:08.86     | 26    |
| Juho Sattanen | Superkombinacja | 1:06.08 | DNF     | DNF         | DNF   |

#### Dziewczęta
| Zawodnik        | Konkurencja     | Finał   | Finał   | Finał       | Finał |
| Zawodnik        | Konkurencja     | Bieg 1  | Bieg 2  | Łączny czas | Poz.  |
| --------------- | --------------- | ------- | ------- | ----------- | ----- |
| Olivia Schoultz | Slalom          | 46.09   | 41.86   | 1:27.95     | 13    |
| Olivia Schoultz | Slalom gigant   | 1:02.51 | 1:02.37 | 2:04.88     | 25    |
| Olivia Schoultz | Supergigant     |         |         | 1:10.27     | 21    |
| Olivia Schoultz | Superkombinacja | 1:11.82 | 41.14   | 1:52.96     | 24    |

### Narciarstwo dowolne

#### Ski Cross
Chłopcy
| Niki Lehikoinen | Ski cross | 56.15 |  | Cancelled | Cancelled | Cancelled |

#### Ski Halfpipe
| Zawodnik     | Konkurencja | Kwalifikacje | Kwalifikacje | Finał | Finał |
| Zawodnik     | Konkurencja | Pkt.         | Poz.         | Pkt.  | Poz.  |
| ------------ | ----------- | ------------ | ------------ | ----- | ----- |
| Lauri Kivari | Halfpipe    | 75.50        | 4 Q          | 90.00 |       |

### Skoki narciarskie
| Zawodnik         | Konkurencja                    | Runda 1   | Runda 1 | Runda 2   | Runda 2 | Razem  | Razem   |
| Zawodnik         | Konkurencja                    | Odległość | Punkty  | Odległość | Punkty  | Punkty | Miejsce |
| ---------------- | ------------------------------ | --------- | ------- | --------- | ------- | ------ | ------- |
| Miika Ylipulli   | konkurs indywidualny chłopców  | 73.0m     | 124.5   | 72.5m     | 122.3   | 246.8  | 5       |
| Jenny Rautionaho | konkurs indywidualny dziewcząt | 62.5m     | 96.3    | 63.5m     | 98.7    | 195.0  | 7       |

Team w/Nordic Combined
| Zawodnicy                                    | Konkurencja       | Runda 1 | Runda 2 | Razem | Miejsce |
| -------------------------------------------- | ----------------- | ------- | ------- | ----- | ------- |
| Jenny Rautionaho Ilkka Herola Miika Ylipulli | konkurs drużynowy | 276.2   | 302.1   | 578.3 | 4       |

### Snowboard

#### Chłopcy
| Zawodnik         | Konkurencja | Kwalifikacje | Kwalifikacje | Kwalifikacje | Półfinał               | Półfinał               | Półfinał               | Finał                  | Finał                  | Finał                  |
| Zawodnik         | Konkurencja | Bieg 1       | Bieg 2       | Rank         | Bieg 1                 | Bieg 2                 | Rank                   | Bieg 1                 | Bieg 2                 | Rank                   |
| ---------------- | ----------- | ------------ | ------------ | ------------ | ---------------------- | ---------------------- | ---------------------- | ---------------------- | ---------------------- | ---------------------- |
| Kalle Järvilehto | Halfpipe    | 51.25        | 53.75        | 8 q          | 54.00                  | 37.50                  | 10                     | Nie zakwalifikował się | Nie zakwalifikował się | Nie zakwalifikował się |
| Kalle Järvilehto | Slopestyle  | 69.00        | 43.50        | 7 Q          |                        |                        |                        | 32.00                  | 56.00                  | 11                     |
| Tuomas Pohjonen  | Halfpipe    | 47.25        | 45.00        | 12           | Nie zakwalifikował się | Nie zakwalifikował się | Nie zakwalifikował się | Nie zakwalifikował się | Nie zakwalifikował się | Nie zakwalifikował się |
| Tuomas Pohjonen  | Slopestyle  | 74.00        | 76.25        | 4 Q          |                        |                        |                        | 80.25                  | 46.50                  | 7                      |

#### Dziewczęta
| Zawodnik      | Konkurencja | Kwalifikacje | Kwalifikacje | Kwalifikacje | Półfinał                | Półfinał                | Półfinał                | Finał                   | Finał                   | Finał                   |
| Zawodnik      | Konkurencja | Bieg 1       | Bieg 2       | Rank         | Bieg 1                  | Bieg 2                  | Rank                    | Bieg 1                  | Bieg 2                  | Rank                    |
| ------------- | ----------- | ------------ | ------------ | ------------ | ----------------------- | ----------------------- | ----------------------- | ----------------------- | ----------------------- | ----------------------- |
| Hanna Ehtonen | Halfpipe    | 18.75        | 21.75        | 13           | Nie zakwalifikowała się | Nie zakwalifikowała się | Nie zakwalifikowała się | Nie zakwalifikowała się | Nie zakwalifikowała się | Nie zakwalifikowała się |
| Hanna Ehtonen | Slopestyle  | DNS          | DNS          | DNS          |                         |                         |                         | Nie zakwalifikowała się | Nie zakwalifikowała się | Nie zakwalifikowała się |
| Emma Kanko    | Halfpipe    | 16.00        | 26.00        | 12           | Nie zakwalifikowała się | Nie zakwalifikowała się | Nie zakwalifikowała się | Nie zakwalifikowała się | Nie zakwalifikowała się | Nie zakwalifikowała się |
| Emma Kanko    | Slopestyle  | 55.00        | 27.75        | 10           |                         |                         |                         | Nie zakwalifikowała się | Nie zakwalifikowała się | Nie zakwalifikowała się |